# Biferno
El Biferno (en dialecto local, lu Befierno) es un río de la Italia centro-meridional, el principal enteramente incluido en la región del Molise y en la provincia de Campobasso. 
Su fuente se encuentra en el municipio de Bojano y durante los primeros kilómetros de su curso recibe las aguas de numerosos arroyos que fluyen de los montes Matese. Atraviesa varios municipios de la provincia de Campobasso, formando el lago de Guardialfiera y finalmente desemboca en el mar Adriático.
En la época romana, el río era conocido con el nombre de Tifernus. Hay un vino italiano que procede de la zona, con la Denominación de Origen Protegida Biferno DOC.